# 11739 Baton Rouge
11739 Baton Rouge (1998 SG27) là một tiểu hành tinh nằm phía ngoài của vành đai chính được phát hiện ngày 25 tháng 9 năm 1998 bởi Walter R. Cooney, Jr. và M. Collier ở Baton Rouge.